# Scrapbook (2000)
Scrapbook [ˌskrapbʊk] ist ein US-amerikanischer Videofilm des Regisseurs Eric Stanze aus dem Jahr 2000. Er erregte Aufsehen durch die explizite Darstellung einer Vergewaltigung. Produzent Tommy Biondo schrieb auch das Drehbuch und ist als Hauptdarsteller zu sehen.

## Handlung
Der psychisch gestörte Leonard lockt wiederholt Frauen zu sich, um diese körperlich zu misshandeln, sexuell zu missbrauchen und anschließend zu töten. Bevor er sie tötet, lässt er sie ihre Erfahrungen in ein Buch schreiben, das Scrapbook. Clara ist sein neuestes Opfer. Sie findet heraus, dass dieses Buch ihr Schlüssel zur Freiheit ist und versucht diese Chance zu nutzen.

## Auszeichnungen
Nachdem das Rue Morgue Magazine den Film 2002 als besten Independentfilm des Jahres 2001 bezeichnete, gewann er beim B-Movie Film Festival 2001 in Syracuse, New York vier Auszeichnungen, sowohl für Eric Stanze in den Kategorien Bestes B-Movie und Bester Regisseur, als auch posthum für Tommy Biondo in den Kategorien Bestes Drehbuch und Bester Bösewicht. Scrapbook gewann außerdem 2007 auf dem Fright Night Film Fest in Louisville, Kentucky den Preis für den Besten Spielfilm.

## Kritik
Scrapbook wurde gleichwohl empfohlen wie kritisiert für seine explizite Darstellung einer Vergewaltigung, die einige Kritiker am Rand zur Pornografie sehen. In Großbritannien wurden mehr als 15 Minuten geschnitten, um der Ab-18-Bewertung des British Board of Film Classification (BBFC) zu genügen.